# Totentanz
Totentanz (in italiano: Danza della morte) è una danza macabra per pianoforte e orchestra composta tra il 1838 e il 1859 da Franz Liszt.

## Storia
Il brano, meno conosciuto dei concerti per pianoforte e orchestra, non ha avuto molte esecuzioni se non di recente, anche per le impervie difficoltà tecniche. Nel nostro tempo è stato riportato all'attenzione del grande pubblico da Arturo Benedetti Michelangeli, che probabilmente ne comprese la grandezza al di là delle numerose classiche accuse mosse alla musica di Liszt e in particolare a quest'opera, definita non di rado gotica o comunque esagerata nella sua drammaticità.
Ha avuto un tempo di gestazione lunghissimo, 21 anni, ed è una parafrasi sulla sequenza gregoriana del Dies irae, brano a cui si è anche ispirato il compositore francese Hector Berlioz per il finale dalla sua Sinfonia fantastica (Sogno di una notte di sabba); tra i due pezzi è possibile trovare molte similitudini, che sono utilizzate come tali, ma anche raffinatamente modificate. Pare certa l'ispirazione del brano all'affresco Il trionfo della Morte del Camposanto di Pisa attribuito a Buonamico Buffalmacco. 
Ecco un commento di Piero Rattalino sull'opera:
[...]
Oggi le esecuzioni non sono infrequenti, ma in genere non si è ancora riconosciuta in tutta la sua portata la grandezza di questo capolavoro che nel panorama della musica per pianoforte e orchestra ha ben pochi paragoni»
(Piero Rattalino, Il concerto per pianoforte e orchestra, Giunti Ricordi, Milano 1988)
Fu Ferruccio Busoni a scoprire nel 1918 la prima versione dell'opera (1849) e a eseguirla a Zurigo l'anno dopo; anno in cui la stessa venne anche pubblicata, sempre da Busoni. Tale versione comprende parti di una composizione che Liszt non condusse mai a termine (fu soltanto abbozzata tra il 1834 e il 1835): De Profundis. Psaume Instrumental.

## Discografia
Le incisioni recenti vanno aumentando e si citano qui la celebre interpretazione di Gyorgy Cziffra, quella più datata di Arturo Benedetti Michelangeli con Rafael Kubelik e l'Orchestra della Rai di Torino, e quella di Krystian Zimerman con Seiji Ozawa e la Boston Symphony Orchestra. Su YouTube è possibile trovare le registrazioni di Martha Argerich, Arturo Benedetti Michelangeli, Ivan Drenikov, Valentina Lisitsa, Enrico Pace, e Igor Roma.